# Mary Kid
Mary Kid, nome d'arte di Marie Anna Albertine Keul (Amburgo, 8 agosto 1904 – Amburgo, 29 ottobre 1988), è stata un'attrice tedesca.

## Biografia
Nata ad Amburgo, Mary Kid prese lezioni di recitazione nella sua città natale, ma la sua carriera di attrice cominciò a Vienna, con la Sascha Film, casa di produzione fondata dal conte Alexander Kolowrat, uno dei pionieri del cinema muto austriaco. La giovane attrice esordì, infatti, in Die Lawine, dove fu diretta da un regista ungherese che sarebbe poi emigrato negli Stati Uniti, diventando - col nome di Michael Curtiz - uno dei nomi più noti di Hollywood.
Nel 1924, Mary Kid volle tornare in Germania, cercando di continuare la sua carriera a Berlino. Ma, quattro anni più tardi, decise di ritornare in Austria, dove sarebbe rimasta fino all'avvento del sonoro. Lavorò anche per l'italiana Società Anonima Stefano Pittaluga che produsse nel 1931 Saltarello di Constantin J. David. Fu il suo ultimo film. Si stabilì nuovamente ad Amburgo dove restò anche dopo la seconda guerra mondiale. Da allora, visse nel più completo anonimato.

## Filmografia
- Die Lawine, regia di Michael Kertesz (Michael Curtiz) (1923)
- Namenlos, regia di Michael Curtiz (1923)
- Harun al Raschid, regia di Michael Curtiz (1924)
- Wenn du noch eine Mutter hast, regia di Dezsö Kertész (1924)
- Liebe und Trompetenblasen, regia di Richard Eichberg (1925)
- Das Gasthaus zur Ehe, regia di Georg Jacoby (1926)
- Gauner im Frack, regia di Manfred Noa (1927)
- Der falsche Prinz, regia di Heinz Paul (1927)
- Scampolo, regia di Augusto Genina (1928)